# White Chicks
White Chicks (englisch etwa ‚weiße Hühnchen‘ im Sinne von ‚hellhäutige Tussen‘) ist eine US-amerikanische Filmkomödie von Keenen Ivory Wayans aus dem Jahr 2004. Der Film wurde in British Columbia (Kanada), darunter in Vancouver, gedreht. Er spielte in den Kinos der USA ca. 70 und weltweit 113 Millionen US-Dollar ein.
Eine geplante Fortsetzung wurde gestrichen, nachdem Sony Pictures seine Mitarbeit zurückgezogen hatte.

## Handlung
Die Brüder Kevin und Marcus Copeland sind FBI-Agenten afroamerikanischer Abstammung. Sie werden von ihrem Chef Elliott Gordon mit dem Schutz der Schwestern Brittany und Tiffany Wilson beauftragt. Es gibt Hinweise, dass den einer reichen Familie entstammenden Schwestern eine Entführung bevorsteht. Gordon droht den Agenten mit der Kündigung, falls sie der Aufgabe nicht gerecht werden sollten.
Die Schwestern Wilson schließen sich in einem Hotelzimmer ein. Kevin und Marcus Copeland lassen sich daraufhin als weiße Mädchen verkleiden und maskieren und spielen die Rolle der Schwestern, was allerdings sehr schwierig ist, da sie sich mit der Welt der Frauen nicht besonders gut auskennen.
Am Ende entlarven sie den Entführer und verhindern die Entführung der Wilsons.

## Rezeption
White Chicks erhielt ein eher schlechtes Presseecho, was sich auch in den Auswertungen US-amerikanischer Aggregatoren widerspiegelt. So erfasst Rotten Tomatoes größtenteils kritische Besprechungen und ordnet den Film damit als „Gammelig“ ein. Laut Metacritic fallen die Bewertungen im Mittel „Durchwachsen oder Durchschnittlich“ aus.

„schräg-schrille Komödie voller Derbheiten, die gut gelaunt und politisch unkorrekt Tabus gleich im Dutzend bricht und Perversionen jeglicher Couleur ausbuchstabiert. Trotz Längen und aufgesetzter Effekte etabliert der Film phasenweise ein aberwitzig-komplexes Verwechslungsgeflecht, bei dem alles Fassade und Rollenspiel ist.“

Der Film wurde im Jahr 2004 für den Teen Choice Award nominiert. Keenen Ivory Wayans als Regisseur und die Drehbuchautoren gewannen 2004 den BET Comedy Award; der Film und Marlon Wayans wurden für den BET Comedy Award nominiert. Zu den fünf Nominierungen für die Goldene Himbeere im Jahr 2005 gehörten jene als Schlechtester Film, für Regie, für das Drehbuch sowie für die Darstellungen von Marlon und Shawn Wayans.